# Нојшванштајн
Нојшванштајн је немачки замак на југозападу Баварске близу Фисенa, који је саградио баварски краљ Лудвиг  1869. године.
Један је од најпознатијих замака и романтичних призора на свету и омиљено туристичко одредиште. Грађен је од 1869. до 1886. углавном у стилу немачке романике из XII века, премда врло слободно интерпретиране. Поједини детаљи су преузети из стварних зграда, али је замак у целини оригинална грађевина. Простире се на површини од 5.935 m² на надморској висини од 965 метара. Од планираних 228 просторија довршено је свега 15, а трошкови изградње замка износили су у тренутку Лудвигове смрти невероватних 6.180.047 марака. У непосредној близини налази се и замак Хоеншвангау.
Дворац је био намењен да буде краљев дом, све док није умро 1886. године. Био је отворен за јавност убрзо након његове смрти. Од тада је више од 61 милиона људи посетило дворац Нојшванштајн. Више од 1,3 милиона људи посети годишње, са чак 6.000 дневно у току лета.

## Историја
Лудвигов отац Максимилијан II је у близини данашњег замка Нојшванштајн 1837. године као своју летњу резиденцију саградио замак Хоеншвангау и то у готичком стилу. У њему је одрастао и млади Лудвиг где се упознао и с Рихардом Вагнером чије су опере изразито заинтересовале будућег краља. На месту Хоеншвангау налазила се тврђава Шванштајн чије је име Лудвиг II касније искористио за свој нови замак. На месту данашњег Нојшванштајна налазиле су се такође рушевине претходног замка које су у потпуности уклоњене при изградњи темеља новог замка, грађеног у стилу древних немачких витезова. Замак је требало да постане приватно место на којем ће у позоришним приредбама оживљавати хероји Вагнерових музичких драма.
Почетне скице замка начинио је 1868. године сценограф минхенског дворског позоришта Кристијан Јанк, које је у архитектонске нацрте претворио Едуард Ридел, а с изградњом се започело 1869. године. Сама локација била је велики проблем при градњи замка, јер се налазила на око 200 метара изнад постојећег пута на безводној хриди. Пронађен је извор који је преусмерен према замку у који и данас увире. Ридел је водио радове све до 1872. године, а градњу су до 1886. године наставила још два архитекта. Градња је обустављена Лудвиговом смрћу 1886. године када је већина замка већ била завршена, као и декорације краљевских одаја, али други су ентеријери остали недовршени.

## Унутрашњост дворца
Иако није у потпуности довршен, дворац има велики број вредних просторија уређених у стилу неороманике. Спољашњи изглед дворца ствара јак утисак распоредом разних елемената, а масивни су камени зидови олакшани с изузетно мало декорација. Стога се и не очекује богатство и сложеност унутрашњих просторија, јер је тешко пронаћи и делић површине без некаквог фигуративног или орнаменталног узорка. Посебно раскошна је Лудвигова спаваоница у готичком стилу с изрезбареним храстовим панелима и сликама које илуструју легенду о Тристану и Изолди. Масивни кревет с декоративним балдахином радило је 14 мајстора преко четири године. Лудвиг је ухапшен у ноћи с 11. на 12. јун 1886. године у својој спаваоници и ускоро проглашен душевно болесним.
Дневни салон је посвећен миту о лабудовом витезу Лоенгрину приказаном на таписеријама. Између дневне и радне собе налази се мала тзв. пећина, која је декорисана вештачким водопадом и промењивом игром светла. Трпезарија је с три спрата нижом кухињом повезана малим лифтом за јело.
Две највредније и најатрактивније просторије у дворцу су Престолна дворана (Thronsaal) и Дворана певача (Sängersaal). Прва је окружена кићеним византинским аркадама, а пројектовао ју је Едвард Ридел по узору на Ају Софију. Првотно је замишљена као Дворана Грала у Вагнеровом Парсифалу. Престоље које је требало бити постављено у средишту дворане нажалост никада није начињено. Престолна дворана је друга дворана дворца по својој величини, а посебно је вредна због изузетно декоративних мозаика на апсиди и кружном приказу животиња на поду. Највећи простор у дворцу заузима Дворана певача која је изведена према оригиналу у Вартбургу и има уздигнуту таваницу с панелима украшеним интарзијама с декоративним мотивима према знацима зодијака. Зидови дворане додатно су украшени мотивима из Лохенгрина и Парсифала. Према неким изворима управо је ова дворана подстакла Вагнера на компоновање Танхојзера.
Једна од последњих уређених просторија налази се на врху степеништа у високој северној кули. Посетиоци који се успну тако високо награђени су погледом не само на романтични околиш дворца, већ и на плавичасти звездани свод дворане са скулптуром змаја и стубовима богато декорисаним цветним узорцима. Ову просторију израдио је Јулиус Хофман 1884. године.
Дворац је опремљен и техничким детаљима који су одговарали тадашњем поимању модерног живота. Тако је дворац између осталога располагао и властитим системом грејања и звонцима за послугу. Посебно напредна била је опрема кухиње у којој се могла одређивати топлота, а дворац је имао и властити систем за грејање воде те тоалете с аутоматским испирањем.
У дворцу се данас могу посетити и просторије за послугу које су штедљиво опремљене с намештајем од храстовине. Поред једног стола и једног ормара свака је соба имала и по два кревета дуга 1,80 м. Просторије су биле одвојене непрозирним стаклима како би се Лудвиг II могао неприметно кретати дворцем. Послузи такође није било допуштено кориштење главног степеништа у дворцу, већ су морали да користе уско и стрмо степениште за послугу.

## Занимљивости
Пред крај Другог светског рата у замак су додате залихе злата Дојче рајхсбанке које су последњих дана рата одвезене на до данашњих дана непознато место. Према неким теоријама потопљене су у оближњем језеру Алатси, али те претпоставке никада нису доказане. По завршетку рата Баварски државни архив користио је поједине просторије замка за додавање архивских списа, спашених из порушеног Минхена.
Замак Нојшванштајн је једно од најпознатијих немачких туристичких одредишта које годишње посети око 1,3 милиона туриста. Уврштен је и на УНЕСКО-ову листу Светске културне баштине. Послужио је и као узор за бајковити замак у тематским парковима Дизниленда, као и сценографија за бројне игране филмове.